# Калманов Сослан Хазбійович
Сослан Хазбійович Калманов (рос. Сослан Хазбиевич Калманов; нар. 5 січня 1994) — російський футболіст, захисник. Брат-близнюк Аслана Калманова.

## Життєпис
Вихованець Академії футболу імені Юрія Конопльова. Професіональну кар'єру розпочав у ПФЛ у дублюючій команді владикавказької «Аланії». У сезоні 2014/15 років зіграв 7 матчів за фейковий севастопольський СКЧФ у Другому дивізіоні Росії (згодом були анульовані). У 2015 році виступав за аматорськи колектив «Труд» (Тихорецьк).
На початку серпня 2015 року перебрався до вірменського «Уліссеса», однак за команду не зіграв жодного офіційного поєдинку. У середині лютого 2016 року підписав контракт з «Бананцом». У футболці столичного клубу дебютував 2 березня 2016 року в переможному (2:1) виїзному поєдинку 16-го туру Прем'єр-ліги Вірменії проти «Пюніка». Сослан вийшов на поле на 90+1-й хвилині, замінивши Акоба Акобяна. Навесні 2016 року зіграв 6 матчів в еліті вірменського футболу. У 2017 році провів 2 поєдинки в чемпіонаті Північної Осетії за владикавказький «Металург».